# 阿夫顿
阿夫顿（英語：Afton）是位于美国纽约州希南戈县的一个镇，地处希南戈县东南角，建于1857年11月18日。2010年美国人口普查时，该镇有2851人。其名称来源于苏格兰一条名为阿夫顿河的小河。